# Municipio de Nutley
El municipio de Nutley (en inglés, Nutley Township) es una subdivisión administrativa del condado de Day, Dakota del Sur, Estados Unidos. Según el censo de 2020, tiene una población de 89 habitantes.
Abarca una zona exclusivamente rural.

## Geografía
Está ubicado en las coordenadas 45°32′6″N 97°25′6″O / 45.53500, -97.41833 (45.535077, -97.41847). Según la Oficina del Censo de los Estados Unidos, tiene una superficie total de 97,72 km², de la cual 88,12 km² corresponden a tierra firme y 9,60 km² son agua.

## Demografía
Según el censo de 2020, hay 89 personas residiendo en la zona. La densidad de población es de 1,01 hab./km². El 95,5 % de los habitantes son blancos, el 3,4 % son amerindios y el 1,1 % es de una mezcla de razas. Del total de la población, el 3,4 % son hispanos o latinos de cualquier raza.

## Gobierno
El municipio está gobernado por una junta integrada por tres supervisores (uno de los cuales es el presidente o chairman), un secretario y un tesorero.